# Санак
Санак (алеут. Sanaĝax, англ. Sanak Island) — крупнейший из островов одноимённого архипелага в составе Лисьих островов, группы Алеутских островов. Входит в состав американского штата Аляска.

## История
В 1778 году Потап Кузьмич Зайков на боте «Святой Владимир» достиг побережья Санака и описал природу, климат и географическое положение острова. 
Около острова произошли два знаменитых кораблекрушения: первое в 1906, второе — в 1943 году. Данное название на карты в 1826 году нанёс русский мореплаватель Гаврила Сарычев.